# Герб землі Баден-Вюртемберг
Герб Баден-Вюртемберга має два варіанти, великий і малий державний герб.

## Історія та правова база
Заснування землі Баден-Вюртемберг у 1952 році не обійшлося без суперечок, тому було важко дійти згоди щодо символів і навіть назви самої землі. Конституція, оприлюднена в листопаді 1953 року, спочатку лише вказувала на національні кольори чорний і золотий, але не вказувала на герб. Його визначав закон про герб землі Баден-Вюртемберг від 3 травня 1954 року. Використання герба регулювалося розпорядженням уряду штату про використання державного герба від 2 серпня 1954 року. Дизайн зробив художник-графік Фріц Майнхард.
З набранням чинності закону про реформу законодавства про герб 31 жовтня 2015 року правова ситуація щодо використання державного герба в Баден-Вюртемберзі змінилася. Діючий раніше закон про герб землі Баден-Вюртемберг від 3 травня 1954 року та розпорядження уряду землі про використання земельного герба від 2 серпня 1954 року втратили чинність. На зміну прийшов Закон про символіку державного суверенітету (Landeshoheitszeichengesetz - LHzG). § 1 LHzG описує герб таким чином:
(1) На гербі землі Баден-Вюртемберг зображено трьох крокуючих чорних левів із червоними язиками на золотому щиті. Використовується як великий і малий державний герб.
(2) У великому земельному гербі на щиті корона з написами історичних гербів Бадена, Вюртемберга, Гогенцоллернів, Пфальцу, Франконії та Верхньої Австрії. Щит тримають золотий олень і золотий грифон з червоним озброєнням.
(3) У малому земельному гербі на щиті листяна (народна) корона.
Три леви запозичені зі старого герба герцогства Швабії, останні герцоги якого, Штауфени, мали цей герб. Довгий час обговорювалась назва нової федеральної землі Швабія, але зазнала невдачі через опір частини Бадену.

## Великий земельний герб

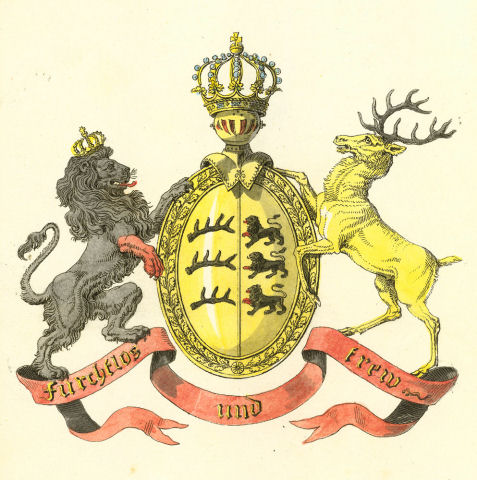
Історичний герб Вюртемберга

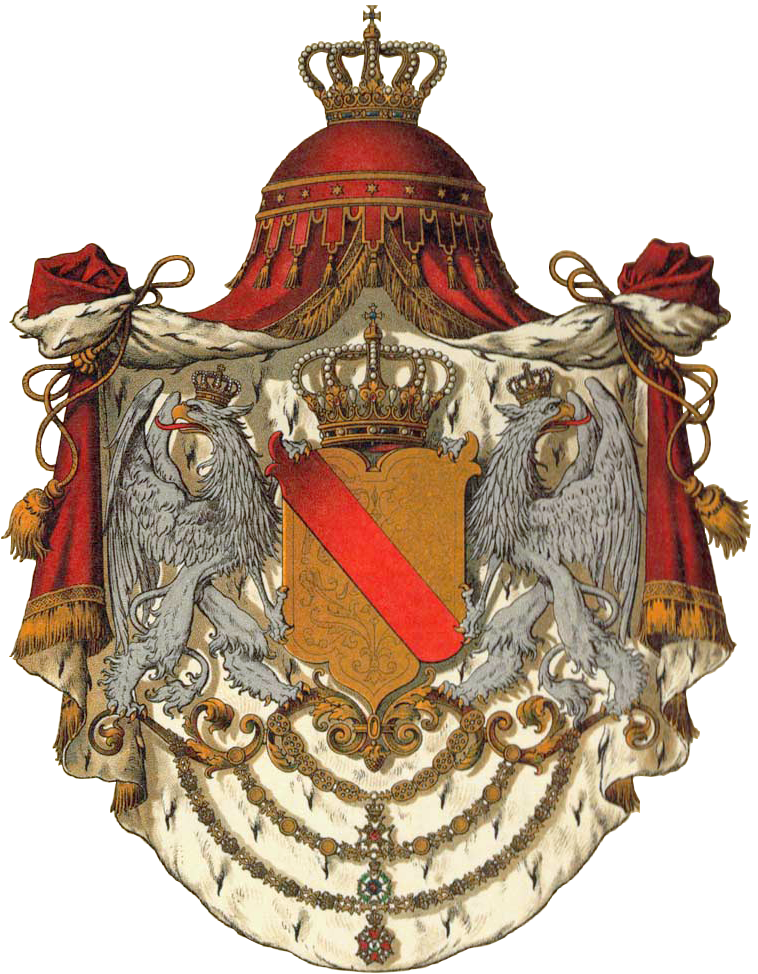
Історичний герб Бадена

У великому земельному гербі на щиті корона з щитками, які відображають найважливіші історичні частини землі. Це (геральдично справа наліво)
- Франконія з франконськими граблями, що представляють франконські території на північному сході країни; колишнє герцогство Східна Франконія мало свій центр на північному сході сучасної країни,
- Гогенцоллерн (у квадраті сріблястим і чорним) для (нещодавніх прусських) земель Гогенцоллернів; Гогенцоллерн існував як незалежне князівство до 1849 року і до 1945 року залишався прусським ексклавом у Вюртемберзі, який також межував з Баденом.
- Баден (червоний перев'яз у золоті),
- Вюртемберг (три чорні оленячі роги в золоті),
- Пфальцький лев (золотий лев у чорному) нагадує курфюрський Пфальц, територія якого на північному заході навколо Гейдельберга та Мангайма становила частину пізніше Великого герцогства Баден і
- Передня Австрія (Австрійська балка), щит нагадує Брайсгау та численні невеликі території на Неккарі, на верхньому Дунаї у Верхній Швабії та в Альгой, які всі залежали від корони Габсбургів під назвою Передня Австрія.

Герби двох великих однойменних територій Бадена і Вюртемберга трохи збільшені порівняно з гербами менших володінь.
Як щитотримач праворуч зображений геральдичний олень, що символізує Вюртемберг, а зліва — грифон Бадена. Грифон та олень вже були щитотримачами на гербах земель Баден і Вюртемберг, що існували до війни. Проте голова грифона вже не повернута назовні, як на старому гербі Бадена. У законі щитотримачі описані як золоті, але деякі з них поцятковані золотом і сріблом — оригінальний баденський грифон срібний, а вюртемберзький олень відпочатку золотий. Щитотримачі стоять на постаменті в національних чорно-золотистих кольорах, про що прямо не згадується в законодавчому тексті.
Великий державний герб використовується лише окремими органами влади та установами держави. Відповідно до розділу 3 параграфа 1 LHzG, це парламент землі, парламентські групи та члени парламенту, прем'єр-міністр, уряд, міністерства, представництва штатів у федеральному уряді та в Європейському Союзі в Брюсселі, Конституційний суд. і вищі суди країни Рахункова палата, регіональні ради, державний уповноважений із захисту даних та особи, уповноважені державним урядом для певних сфер відповідальності.

## Малий державний герб
У малому державному гербі листяна корона лежить на щиті, що, як народна корона, вказує на народний суверенітет після припинення монархії. Відповідно до частини 2 статті 3 LHzG малий державний герб використовується всіма іншими державними органами та судами, які не використовують великий державний герб, а також нотаріусами.

## Використання державного герба

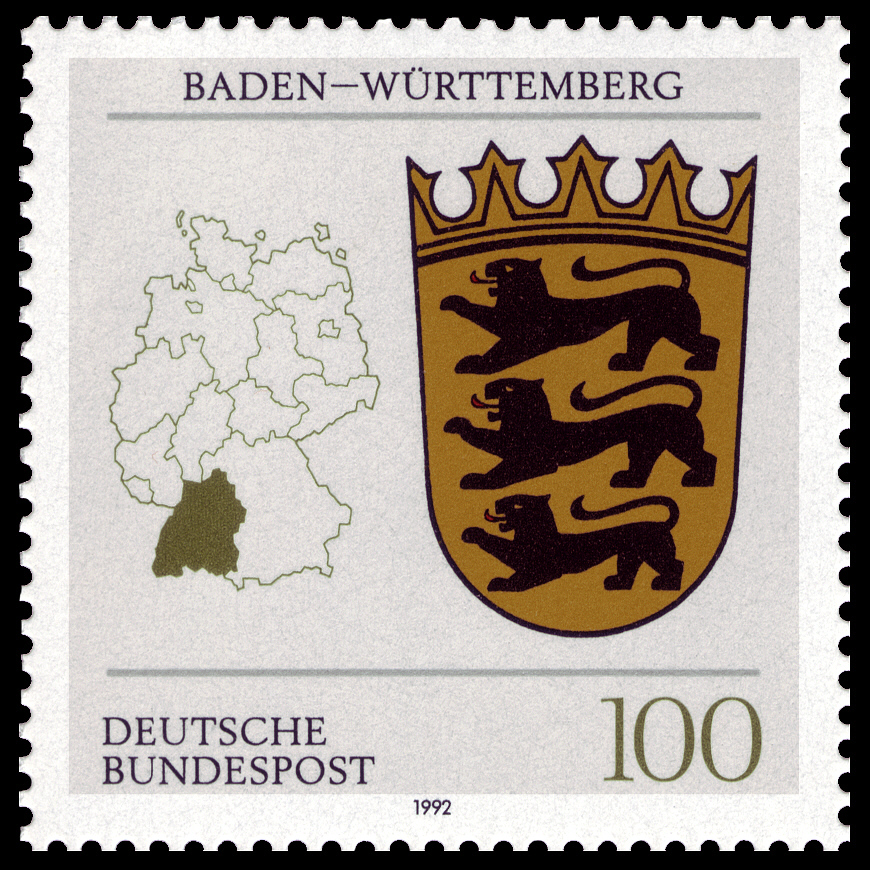
Поштова марка 1992 року із серії: Герби земель Федеративної Республіки Німеччина

На додаток до вказівок згідно з § 3 LHzG, існує використання державного герба за § 4 LHzG:
- За погодженням з Міністерством внутрішніх справ державний герб може використовуватися у спосіб, який не завдає шкоди його репутації та гідності, використання державного герба не створює враження суверенна дія і використання державного герба не переслідує ніяких комерційних намірів стати.
- Без дозволу державний герб може використовуватися для медіа-репортажів, навчання чи громадянської освіти, для культурних проектів із залученням держави, для мистецьких чи геральдичних наукових цілей або у зв'язку з проектами, що фінансуються державою з метою вказати на фінансування за умови, що використання державного герба не справляє враження суверенних дій.

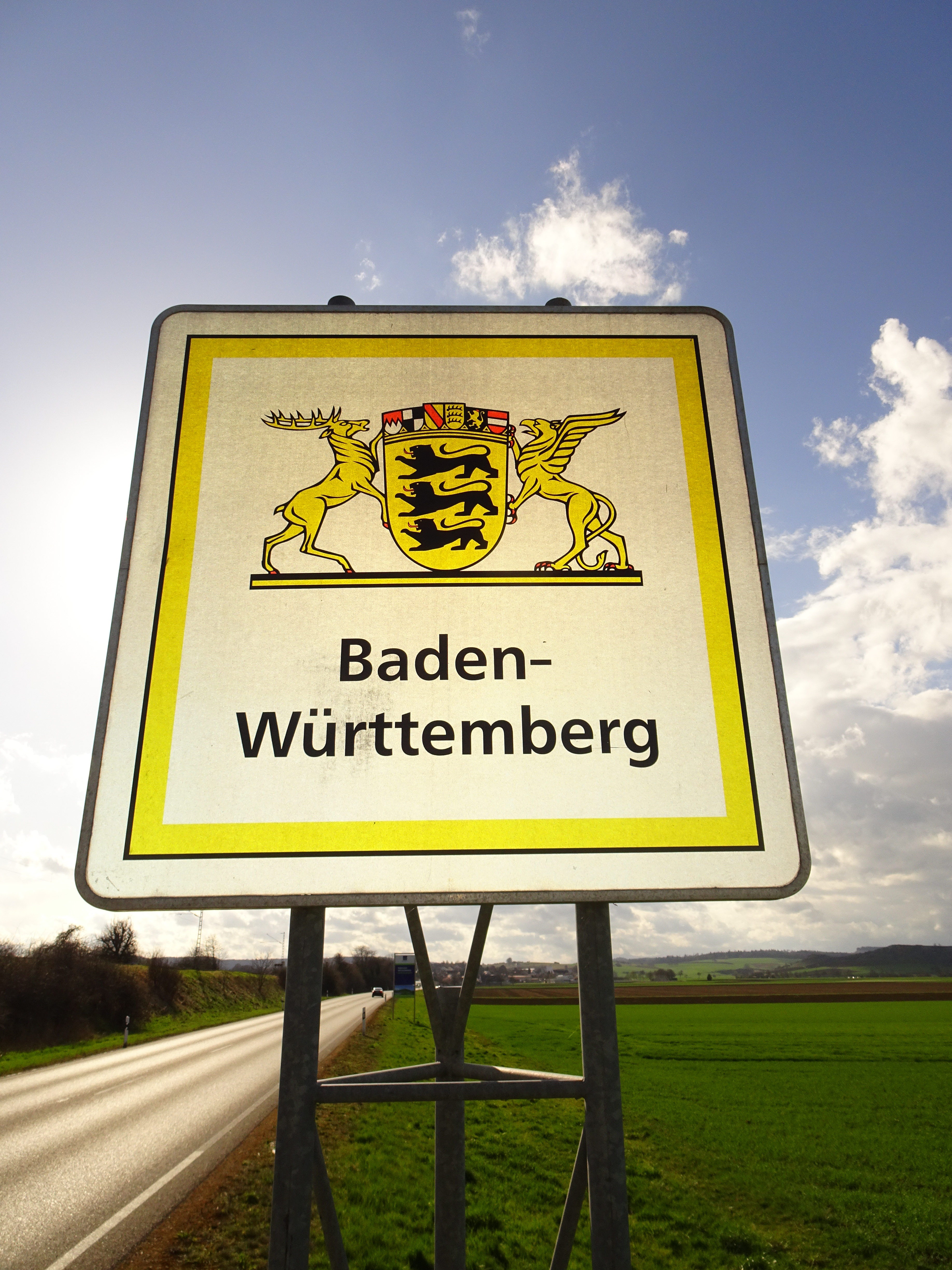
Знак на кордоні між Баден-Вюртембергом і Баварією

- Знак на кордоні між Баден-Вюртембергом і Баварією Так звану печатку Баден-Вюртемберга (три леви Гогенштауфенів у золотому овалі) також можна було використовувати без дозволу. Це був геральдичний символ. Однак цей символ не можна було використовувати як єдиний чи центральний елемент логотипу компанії, а також як підтвердження походження товарного знака, а також виділяти його як товарний знак. Печатка землі Баден-Вюртемберг була скасована в 2016 році.

## Передісторія

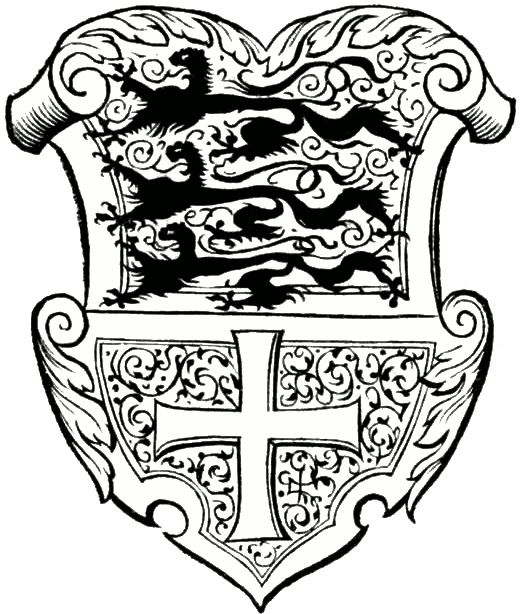
Герб Швабського імперського округу (1563)

Герб із трьома левами вперше з'явився близько 1220 року на печатці герцога Гогенштауфенів Генріха Швабського, пізніше короля Генріха (VII). На відміну від пізніших зображень гербів, леви на цій печатці, що йдуть (геральдично) праворуч, дивляться не прямо перед собою, а дивляться на глядача. Геральдисти в цьому випадку говорять про леопардів. З іншого боку, герб Баден-Вюртемберга показує геральдичних левів, які дивляться прямо перед собою.
Герцогство Швабія зникло після падіння Гогенштауфенів і спроби відродити Габсбургів у 1308 році. Швабський імператорський округ, який існував з 1500 по 1806 рік, використовував герб у вигляді трьох левів, що йдуть прямо попереду. У XV столітті Габсбурги, як володарі німецької королівської корони, претендували на титул князів у Швабії, яка відійшла до імперії, і використовували герб. Це було особливо поширене через орла-кватерыона. Пам'ятники високосередньовічним герцогам Швабії та членам родини Гогенштауфенів також використовувалися в XV—XVІ століттях. Століття часто відображався герб трьох левів. Вюртемберг, який став королівством у 1805/06 роках, використовував герб із трьома левами до 1918 року, і король тимчасово називав себе «суверенним герцогом у Швабії».

## Подібні герби
На гербі Вальдбургського роду зображено трьох чорних геральдичних леопардів у золоті. Це, на відміну від державного герба Баден-Вюртемберга, повністю відповідає печатці герцога Швабського 1220 року, можливо, пояснюється тим, що Вальдбургці були тимчасовими міністеріалами на службі Гогенштауфенів. Вальдбургці марно протестували проти прийняття державного герба Баден-Вюртемберга, оскільки, на їхню думку, він був надто схожий на їхній власний герб. Герб нинішнього муніципалітету Вальдбург походить від герба Вальдбурга.
З 1923 року на гербі Вільної держави Баварія зображено трьох крокуючих левів (геральдичні леопарди) як символ швабської частини країни.
Герб і печатка Авгсбурзького університету, заснованого в 1970-х роках, містять трьох левів Гогенштауфенів ліворуч і аугсбурзький кедровий горіх праворуч.
Мотив трьох крокуючих левів також можна знайти сьогодні на гербі Каринтії, де він походить від Бабенбергів, які є родичами Штауферів.
На гербі Данії зображено трьох блакитних левів, що крокують у золотому полі, всіяному червоними сердечками, а на гербі Англії — три золоті леви (геральдичні леопарди), що крокують один над одним у червоному кольорі. Однак ці герби мають історію, яка не залежить від герба Гогенштауфенів, а також показують левів в іншій формі.

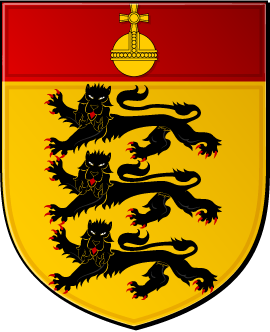
Дім Герба у Вальдбурзі
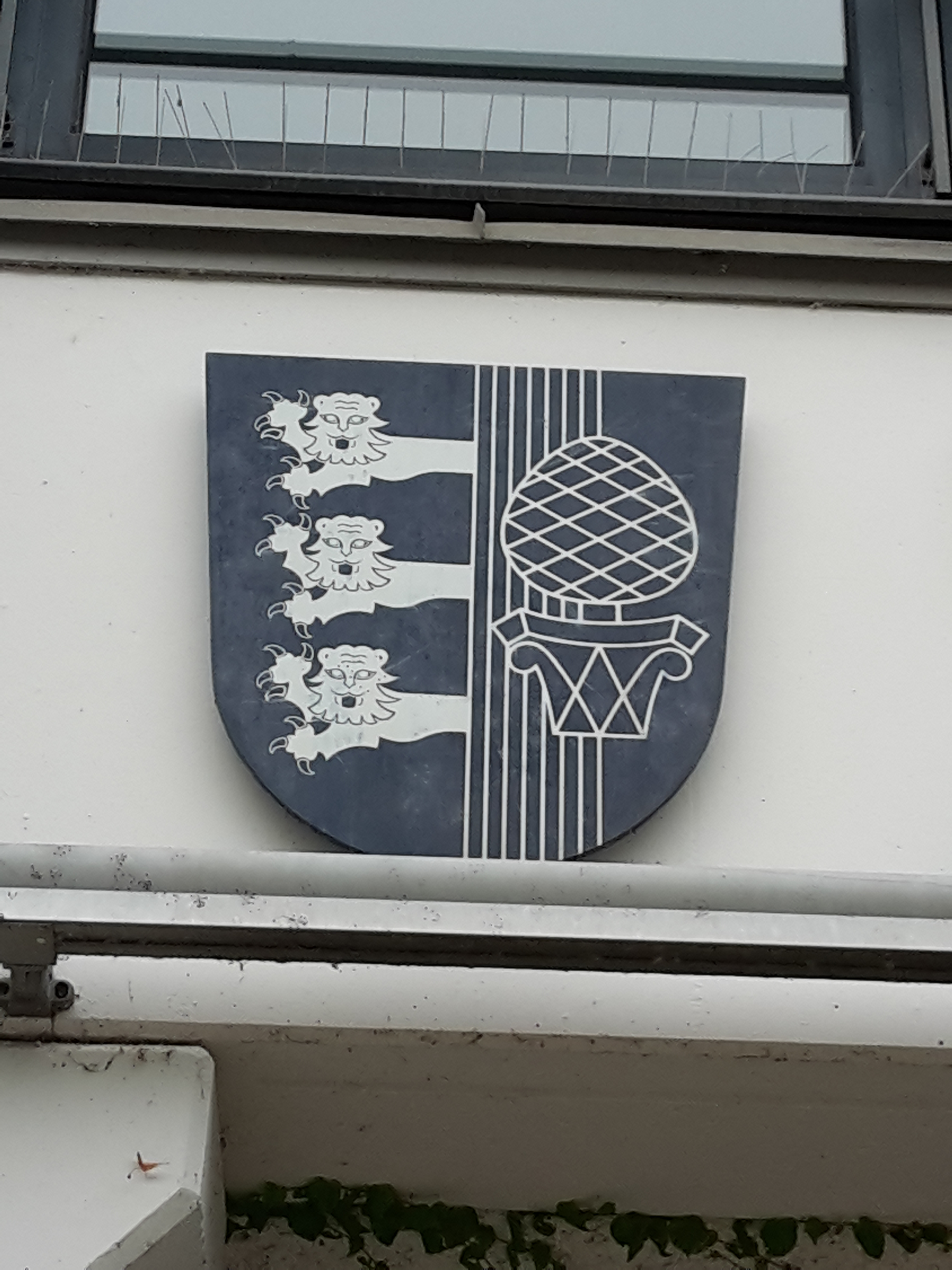
Герб Авгсбурзького університету
Великий герб Баварії
Малий герб Каринтії
Кечкед (Угорщина) – див. Дунайські шваби

## Веб-посилання, література
- Kleine politische Landeskunde der LpB Baden-Württemberg: Landesverfassung, Namen und Wappen des neuen Bundeslandes
- Das Landeswappen. Staatsministerium Baden-Württemberg; abgerufen am 4. April 2023
- Baden-württembergische Befindlichkeiten. Das Land und seine Symbolik. Bearbeitet von Petra Schön, herausgegeben durch das Hauptstaatsarchiv Stuttgart. Begleitbuch zur gleichnamigen Ausstellung des Hauptstaatsarchivs Stuttgart. Stuttgart, 2002.
- Akten zur Entstehung des Landeswappens (Bestand EA 99/002 im Landesarchiv Baden-Württemberg / Hauptstaatsarchiv Stuttgart); hier finden sich auch Digitalisate von Originalentwürfen.
- Eberhard Gönner: Das Wappen des Herzogtums Schwaben und des Schwäbischen Kreises. In: Zeitschrift für Württembergische Landesgeschichte 26 (1967), S. 18–45.